# Microcramboides chaparellus
Microcramboides chaparellus là một loài bướm đêm trong họ Crambidae.